# Casa Pavesi
La Casa Pavesi è un edificio di Milano situato in via Daniele Manin, 33.

## Storia e descrizione
L'edificio, costruito tra gli anni 1933 e 1934 è stato uno tra i primi esempi del connubio architettonico degli architetti Mario Asnago e Claudio Vender di cui appare evidente l’impronta formativa dell’Accademia di Brera.
Edificato per otto piani fuori terra, il Palazzo Pavesi è stato dotato da prospetti fortemente caratterizzati da elementi compositivi tipicamente novecentisti quali il trattamento delle aperture, il disegno delle finestre nonché le decorazioni.
Il palazzo fu commissionato dall'ingegnere Ugo Pavesi su di un lotto di terreno irregolare delimitato dalle vie Daniele Manin e Ugo Iginio Tarchetti con l’obbiettivo di realizzare lussuosi appartamenti nei quali si sarebbe trasferito con la famiglia.